# Skynet
Skynet er et fiktivt computernetværk i fortællingerne om Terminator.
Skynet var oprindeligt et automatiseringssystem for USA's militær, men det blev selvbevidst, og forsøgte at destruere menneskeheden i et atomangreb som kaldes for  Dommedagen. Efter Dommedagen kæmpede de overlevende mennesker mod Skynets maskiner.
De tre første film - Terminator, Terminator 2 og Terminator 3: Rise of the Machines handler om tiden inden Skynet tog magten. Det fremtidige Skynet havde da sendt Terminatorer tilbage i tiden for at uskadeliggøre modstands-manden John Connor.